# 제시 타일러 퍼거슨
제시 타일러 퍼거슨(영어: Jesse Tyler Ferguson, 1975년 10월 22일 ~ )은 미국의 배우이다. 시트콤 《모던 패밀리》(2009-20)를 통해 5년 연속 프라임타임 에미상 코미디 시리즈 부문 남우조연상 후보에 올랐다. 해당 시트콤에서 동성 결혼한 변호사 역할로 출연했는데, 실제로도 게이이다. 브로드웨이 연극 《Take Me Out》(2022-23) 출연으로 2022년 제75회 토니상 연극 부문 남우조연상을 수상하였다.

## 출연 작품

### 영화
- 샐리 헤밍스: 아메리칸 스캔들 (2000, Sally Hemings: An American Scandal)
- Ordinary Sinner (2001)
- 라스트 러브 인 뉴욕 (2006, Griffin & Phoenix)
- 킬 위드 미 (2008)
- 원더풀 월드 (2009, Wonderful World)
- Stars In Shorts (2012)
- The Procession (2012) - 단편
- 아이스 에이지: 지구 대충돌 (2016) - 애니메이션

### 텔레비전
- The Class (2006-07)
- 어글리 베티 (2007, 2010)
- 모던 패밀리 (2009-20)
- 당신의 집을 고쳐드립니다 (2020) - 진행